# The Idolmaster
The Idolmaster (яп. アイドルマスター Айдорумасута:,  THE iDOLM@STER) — японская музыкальная видео-игра в жанре симулятора жизни, выпущенная компанией Namco Bandai Games. Сюжет игры разворачивается вокруг молодого продюсера, который работает с группой молодых айдору, объединённых в команду 765 про. Игра изначально была выпущена в 2005 году, как аркадная игра, по её мотивам было выпущено множество продолжений, спин-оффов для разных игровых консолей и 2 игры для социальных сетей.

## Сюжет и концепция
Основная концепция франшизы Idolmaster заключается в развитии и продвижении вымышленной группы начинающих айдору — 765 Production (765 Про), их офис расположен в маленьком здании. В игре и адаптациях также встречаются группы: 876 Про и 961 Про. Игрок имеет возможность выбирать 10 управляемых айдору: Харука Амами, Тихая Кисараги, Юкихо Хагивара, Яёй Такацуки, Рицуко Акидзуки, Адзуса Миура, Иори Минасэ, Макото Кикути и Ами/Мами Футами. Позже появляется возможность выбирать ещё 3 персонажей: Мики Хосии, Хибики Ганаха и Таканэ Сидзё.
Один из главных моментов во франшизе — борьба персонажей за славу и их продвижение по карьерной лестнице и в конце концов достижение славы. Это демонстрирует особая шкала каждого персонажа, которая постепенно наполняется по мере нарастания славы. В игре также возможны развития отношений между персонажами, от дружеских, до сопернических.

## Геймплей
В играх серии Idolmaster игрок играет от лица продюсера и должен руководить одной или несколькими айдору. Изначально можно вести только одну айдору, но по мере накопления опыта продюсера, можно брать несколько девушек. Игрок должен организовывать ежедневный график айдору, ему дано множество свободных действий, в том числе и организация выходных. Игрок/продюсер должен давать уроки айдору, искать выгодные предложения, а также развивать с ней отношения, пока айдору не достигнет высшего уровня в индустрии развлечений.. В оригинальной аркадной игре действия продюсера ограничены выслушиванием и танцевальными уроками. Уроки, проводимые с айдору являются своеобразными мини-играми, которые увеличивают рейтинги музыкальных и танцевальных навыков айдору. Типы уроков меняются в зависимости от версии игры, в первой игре доступны 5 видов уроков, 6 в The Idolmaster SP и 3 в The Idolmaster 2. Другую немаловажную роль в повышении рейтингов играют одежда и аксессуары айдору.
В диалоге между продюсером и айдору, можно поддерживать разговор, давая разные варианты ответов, а игроку дается ограниченное количество времени, чтобы сделать выбор, однако саму игру можно поставить на паузу. Можно развивать взаимное доверие с айдору, этому способствуют хорошие воспоминания, напротив, если отношения плохо формировать, будут формироваться плохие воспоминания, что скажется неблагоприятно на дальнейшем развитии игры. Система взаимоотношений была значительно расширена в Idolmaster SP, где вводится система обещаний. Фазы общений также поддерживаются при взятии айдору на работу, которые влияют на дальнейшею карьеру айдору и её влияние на болельщиков.
Связь с болельщиками является ключевым моментом в поднятии рейтинга айдору, она должна развеселить или впечатлить толпу. Айдору может проводить различные мини-игры, повышая очки за вокал, танцы и в визуальных категориях, также айдору может обращаться к зрителям или судьям. При удачных обстоятельствах, айдору получает больше болельщиков и соответственно повышает свой рейтинг. Когда айдору проходит особое прослушивание, она может выступить по телевидению. В поздних играх, игрок может влиять на айдору, давая ей особые направления, такой же геймплей используется во время проведения живых концертов и фестивалей. Игрок может проверять рейтинг айдору, количество её поклонников и проданных копий синглов.

## Выход и продолжения
| 2005 | The Idolmaster (аркада)         |
| 2006 |                                 |
| 2007 | The Idolmaster (Xbox 360)       |
| 2008 | The Idolmaster Live For You!    |
| 2009 | The Idolmaster SP               |
| 2009 | The Idolmaster Dearly Stars     |
| 2010 |                                 |
| 2011 | The Idolmaster 2                |
| 2011 | The Idolmaster Gravure For You! |
| 2011 | The Idolmaster Cinderella Girls |
| 2012 | The Idolmaster Shiny Festa      |
| 2013 | The Idolmaster Million Live!    |

Первая игра The Idolmaster была выпущена в Японии 26 июля 2005 года, как аркадная игра для системы Namco System 246, разработанной компанией Metro. Геймплей и многие его моменты стали основой для многочисленных продолжений франшизы Idolmaster. Игрок выступает в качестве начинающего продюсера, который работает с потенциальными поп-идолами, проводя уроки, организовывая прослушивания и выступления. Игрок также развивает отношения с идолом. Вместе с игрой выпускались так называемые «аркадные кабинеты» с сенсорным экраном, где игрок мог проверить профиль персонажа и последние сохранённые данные. Устройства работали на сети ALL.Net, которая была создана, чтобы отслеживать рейтинги национальных кумиров. Сеть была приостановлена 1 сентября 2010 года, хотя некоторые аркадные кабинеты всё ещё работают.

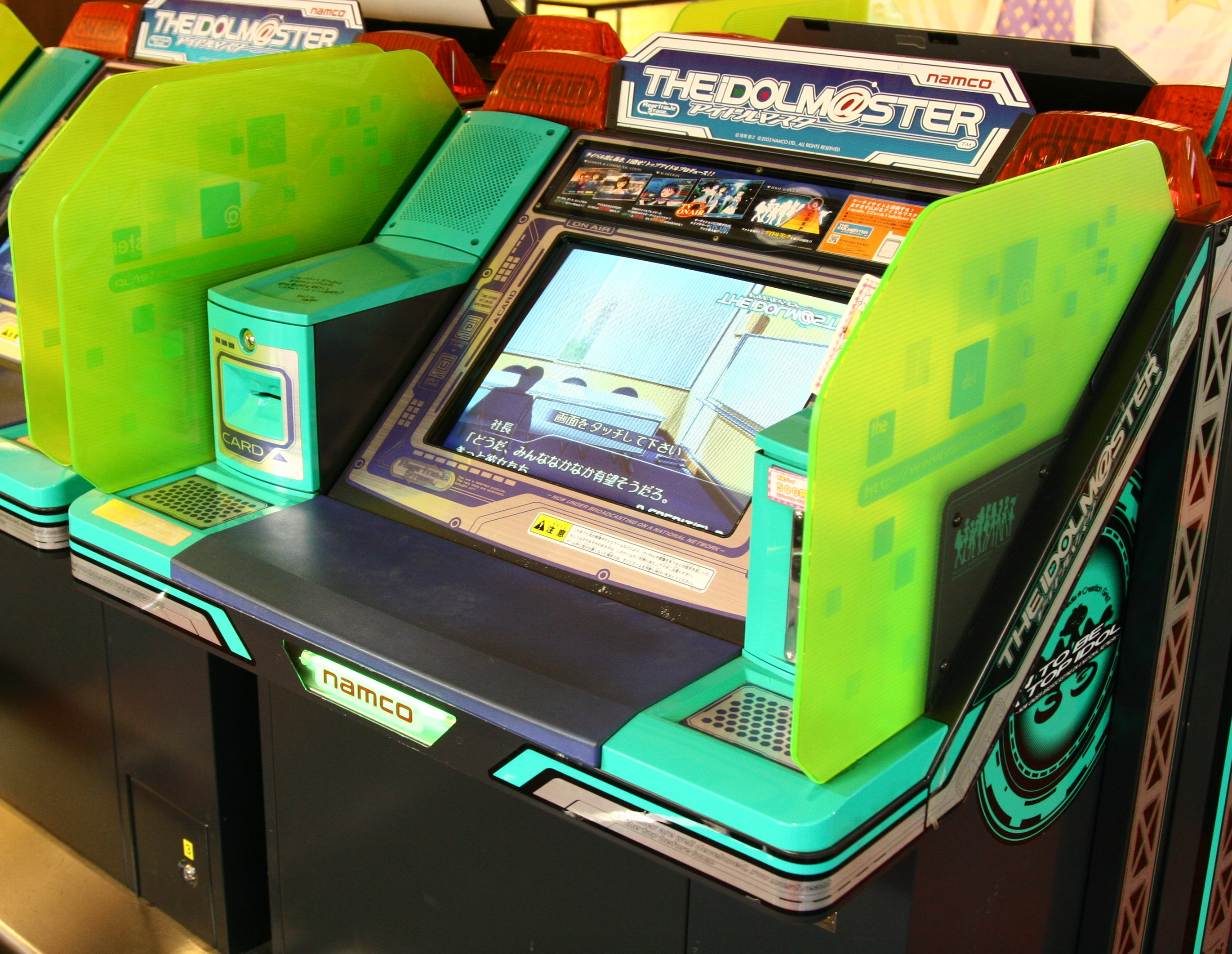
Аркадный кабинет Idolmaster

25 января 2007 года игра была выпущена для Xbox 360, в данной версии была введена новая айдору — Мики Хосии и новые музыкальные треки. Новая версия игры была интегрирована в Xbox Live, и поэтому количество авторизаций на ней было сопоставимо количеством проданных новых консолей и считается самым крупным в истории. При выходе игры было продано в 4 раза больше Microsoft Points, чем в норме. Продолжение к игре The Idolmaster Live For You! было выпущено 28 февраля 2008 года для Xbox 360. Игрок выступает в роли специального продюсера связи с внезапной отставкой оригинальных производителей и отвечает за организацию концертов для айдору. В игре делается главный акцент на концерты и расширяет множество возможностей, в том числе и организации сцен, выбор костюмов и песен. В игре также появляется новая мини-игра на ритм, проводимая во время концерта. Коллекция, соединённая из оригинальной игры и Live For You! была выпущена 12 марта 2009 года под названием The Idolmaster Twins.
Третья игра The Idolmaster SP была выпущена 19 февраля 2009 года в трёх версиях. В Разных версиях Perfect Sun, Missing Moon и Wandering Star доступны отдельно группы айдору, которые присутствовали в предыдущих играх. В новой игре Мики выступает в качестве конкурента, работающего на 961 про, также вводятся новые персонажи: Хибики Ганаха и Таканэ Сидзё, которые также работают на 961 Про. Хибики введена в версии Perfect Sun, Мики в Missing Moon, а Таканэ в Wandering Star. В игре также поддерживается многопользовательский режим с поддержкой до трех игроков, которые могут работать и взаимодействовать между собой.

### 2nd Vision
Анонс второй части франшизы состоялся в мае 2009 года, где описывалось, что мир и возможности игры значительно расширены. Первая игра для Nintendo DS была выпущена 17 сентября 2009 года. Игрок теперь не будет играть за продюсера, а за одного из трёх идолов, (появившихся впервые в Dearly Stars в 876 про) в новой игре появляется режим аплодисментов с поддержкой до 16 игроков и функция поддержки Wi-Fi. Основные персонажи, присутствующие в Dearly Stars уже становятся известными айдору.
Другая версия игры и продолжение непосредственно первой аркадной игры под названием Idolmaster 2 была выпущена для Xbox 360 24 февраля 2011 года, а позже и для PlayStation 3 27 октября 2011 года. Действие происходит во вселенной Dearly Stars 6 месяцев спустя. Игрок может выбирать ранее присутствующих айдору, включая Мики, Хибики и Таканэ. В Idolmaster 2 Адзуса Миура, Иори Минасэ и Ами Футами образовывают собственную группу во главе с Рицуко Акидзуки. Коллекция из 9 фан-дисков под названием The Idolmaster Gravure For You! выпускалась для PlayStation 3 с 27 октября 2011 года по 28 июня 2012 года, здесь есть возможность фотографировать любимых героинь в различных локациях в разных позах и костюмах.

25 октября, 2012 года была выпущена новая игра The Idolmaster Shiny Festa для PlayStation Portable в трёх разных версиях: Honey Sound, Funky Note и Groovy Tune, как и в игре The Idolmaster SP, в каждой версии доступно определённое количество айдору, которые присутствовали в предыдущих играх. Игра больше всего сконцентрирована на выполнении квестов с музыкальном ритмом и мало сосредоточена на симуляторе отношений. Игра была также выпущена для IOS и локализована на английском языке 22 апреля 2013 года.

## Онлайн-игры
Первая игра для социальных сетей под названием The Idolmaster Cinderella Girls была выпущена компанией Mobage 28 ноября 2011 года для iOS и Android-устройств. В игре присутствует система карточной битвы, включающая более 100 дополнительных айдору, помимо 13 основных из 765 про. В сентябре 2012 года корпорация Нихон кэйдзай объявила, что разработчики зарабатывают на игре Cinderella Girls свыше миллиарда иен ежемесячно. Вторая сетевая игра The Idolmaster Million Live! была выпущена 27 февраля 2013 года компанией GREE для iOS и Android-устройств и заложена в телефонах, проданных компаниями au, NTT DoCoMo и SoftBank. Как и в предыдущей игре, тут действует карточная система с 37 дополнительными айдору, помимо 13 основных из 765 про.

## Разработка

### Возникновение
Уже в начале 2000-х годов появились аркадные игры с возможностью сохранять данные на специальных магнитных картах, чтобы позже играть с сохранёнными данными. В 2001 году дизайнер компании Namco — Акихиро Исихара решил создать аркадную игру на основе таких технологий. Исихара хотел создать такую игру, чтобы игрок хотел каждый день в неё возвращаться и для этого нужно создать эмоциональную привязанность к игре, основная целевая аудитория должна была стать мужчинами. Важным фактом для создания эмоциональной привязанности выступала возможность взаимодействовать и дружится с виртуальными героинями. Далее, чтобы эффективно использовать конкурентную «игровую культуру», Исихара должен был придумать деятельность для виртуальных героинь, в качестве предложений выступали реслинг или волейбол. В конце концов, Исихара остановился на выборе айдору, которые должны выступать на сцене, конкурировать с другими айдору, чтобы достичь вершины индустрии развлечений. Некоторые члены компании Namco скептично отнеслись к идее, утверждая, что такую нестандартную игру не смогут принять люди. Однако при выпуске аркады, образовывались длинные очереди за игрой, по мере роста популярности, некоторые конкурирующие игровые компании сожалели, что первыми не создали подобную игру.
На фоне большого успеха игры, Namco Bandai Games продолжала развивать игру и уже для платформы Xbox 360 начиная с 2006 года, хотя идея интеграции игры в Xbox появилась ещё в мае 2005 года. Продюсер Namco — Ёдзо Сакагами изначально был уверен, интеграция игры в игровую консоль может дать множество аппаратных и сетевых ограничений, однако предположил, что Xbox 360 и Xbox Live смогут справиться с игровыми спецификациями. Это также позволило разработчикам улучшить качество игры и привлечь внимание тех, кто никогда не играл в аркадные игры. Многие люди, которые интересовались аркадными играми, но не играли в игру, были возмущены тем, что в игру надо играть в общественных местах и нельзя играть локально. Команда разработчиков принялась устранять подобные проблемы, а также устраняя ряд других проблем, чтобы игрок мог комфортно играть и пользоваться различными сценариями, а не «бросаться» на весь геймплей, как это было в первой версии игры. Усовершенствование игрового процесса продолжается и по сей день.

### Дизайн и графика
Дизайн персонажей в разных играх в основном разный, но ряд сотрудников работали над несколькими играми. Директором разработки аркадной игры был Акихиро Исихара, который также руководил разработкой Idolmaster SP и Idolmaster 2, в последних играх обязанности директора взял на себя Масатака Като. Разработкой игры для Xbox 360 руководил Хироюки Онода. Сценаристы, которые ранее работали над первой игрой и вернулись: Сёго Сакамото, Томойо Такахаси, Эми Танака, Есихито Адзума и Акихиро Исихара. До игры The Idolmaster SP за основной дизайн персонажей выступал Тосиюки Кубоока, позже обязанности дизайнера персонажей взял на себя Киётака Тамия.
Качество графики игры было ограничено платформой Namco System 246, выпущенной в 2001 году, которая также совместима с PlayStation 2. Все персонажи выполнены в 3D-графике, за исключением визуальных фонов. Фон также переходит на формат 3D во время прослушиваний и выступлений. Танцы айдору создавались на базе техники захвата движения, чтобы предать эффект реалистичности, для этого также использовались движения профессиональных танцоров, которые отображаются во время выступлений виртуальной айдору. При разработке версии для Xbox 360 персонажи были полностью переделаны, в том числе переписаны движения с участием тех же танцоров. В игре для Xbox качество графики было значительно расширено и улучшено.

### Музыка
Игра особенна тем, что здесь присутствует множество синглов, исполненных айдору, некоторые из них загружаемые. Первая аркадная игра включала в себя 10 песен, в версии для Xbox 360 их увеличилось до 16. Многие синглы присутствуют и в продолжениях. Всего во всех версиях игр появлялось 72 сингла, из них доступны 68. Среди них есть и ремиксы, 16 из которых появляются в The Idolmaster Live For You!. Каждая из трёх версий The Idolmaster SP содержит по 20 синглов, 17 из которых доступны во всех 3-х версиях. В игре The Idolmaster 2 для Xbox 360 заложено 18 песен, в версии для PlayStation 3 — 23 песни. В 3-х версиях игры The Idolmaster Shiny Festa заложено по 20 песен, и только 6 из них присутствуют во всех версиях.
| Название песни                                                  | The Idolmaster (arcade) | The Idolmaster (Xbox 360) | The Idolmaster Live For You! | The Idolmaster SP | The Idolmaster SP | The Idolmaster SP | The Idolmaster Dearly Stars | The Idolmaster 2 | The Idolmaster 2 | The Idolmaster Shiny Festa   | The Idolmaster Shiny Festa   | The Idolmaster Shiny Festa |
| Название песни                                                  | The Idolmaster (arcade) | The Idolmaster (Xbox 360) | The Idolmaster Live For You! | Perfect Sun       | Missing Moon      | Wandering Star    | The Idolmaster Dearly Stars | Xbox 360         | PlayStation 3    | Honey Sound / Harmonic Score | Funky Note / Rhythmic Record | Groovy Tune / Melodic Disc |
| --------------------------------------------------------------- | ----------------------- | ------------------------- | ---------------------------- | ----------------- | ----------------- | ----------------- | --------------------------- | ---------------- | ---------------- | ---------------------------- | ---------------------------- | -------------------------- |
| «9:02pm»                                                        | Да                      | Да                        | Да + ремикс[A][U]            | Да                | Да                | Да                | Нет                         | Нет              | Загружаемый      | Нет                          | Нет                          | Нет                        |
| «Agent Yoru o Yuku» (яп. エージェント夜を往く)                  | Да                      | Да                        | Да + ремикс[A][U]            | Да                | Да                | Да                | Да                          | Нет              | Загружаемый      | Нет                          | Нет                          | Да                         |
| «Ai Like Hamburge» (яп. 愛 LIKE ハンバーガー)                   | Нет                     | Нет                       | Нет                          | Нет               | Нет               | Нет               | Нет                         | Загружаемый      | Да               | Нет                          | Нет                          | Нет                        |
| «Alice or Guilty»                                               | Нет                     | Нет                       | Нет                          | Нет               | Нет               | Нет               | Нет                         | Ограниченный[1]  | Ограниченный[1]  | Нет                          | Нет                          | Нет                        |
| «ALIVE»                                                         | Нет                     | Нет                       | Нет                          | Нет               | Нет               | Нет               | Да                          | Нет              | Загружаемый[2]   | Нет                          | Нет                          | Нет                        |
| «Alright*»                                                      | Нет                     | Нет                       | Нет                          | Нет               | Нет               | Нет               | Нет                         | Нет              | Нет              | Нет                          | Нет                          | Да                         |
| «Aoi Tori» (яп. 蒼い鳥)                                         | Да                      | Да                        | Да + ремикс[A][U]            | Да                | Да                | Да                | Нет                         | Нет              | Нет              | Нет                          | Нет                          | Нет                        |
| «Brand New Day!»                                                | Нет                     | Нет                       | Нет                          | Нет               | Нет               | Нет               | Нет                         | Загружаемый      | Загружаемый      | Нет                          | Да                           | Нет                        |
| «CHANGE!!!!»                                                    | Нет                     | Нет                       | Нет                          | Нет               | Нет               | Нет               | Нет                         | Загружаемый      | Загружаемый      | Да                           | Да                           | Да                         |
| «Colorful Days»                                                 | Нет                     | Нет                       | Загружаемый                  | Да                | Да                | Да                | Нет                         | Загружаемый      | Загружаемый      | Нет                          | Нет                          | Нет                        |
| «Dazzling World»                                                | Нет                     | Нет                       | Нет                          | Нет               | Нет               | Нет               | Да                          | Нет              | Загружаемый[4]   | Нет                          | Нет                          | Нет                        |
| «Do-Dai»                                                        | Нет                     | Нет                       | Загружаемый                  | Загружаемый       | Загружаемый       | Загружаемый       | Нет                         | Да               | Да               | Нет                          | Да                           | Нет                        |
| «edeN»                                                          | Нет                     | Нет                       | Нет                          | Нет               | Нет               | Нет               | Нет                         | Нет              | Нет              | Нет                          | Нет                          | Да                         |
| «First Stage»                                                   | Да                      | Да                        | Да + ремикс[A][U]            | Да                | Да                | Да                | Нет                         | Нет              | Нет              | Нет                          | Нет                          | Нет                        |
| «First Step»                                                    | Нет                     | Нет                       | Нет                          | Нет               | Нет               | Нет               | Нет                         | Ограниченный[6]  | Ограниченный[6]  | Нет                          | Нет                          | Нет                        |
| «Furufuru Future» (яп. ふるふるフューチャー☆)                   | Нет                     | Нет                       | Загружаемый                  | Загружаемый       | Загружаемый       | Загружаемый       | Нет                         | Нет              | Загружаемый      | Нет                          | Нет                          | Да                         |
| «Futari no Kioku» (яп. フタリの記憶)                            | Нет                     | Нет                       | Загружаемый                  | Загружаемый       | Загружаемый       | Да                | Нет                         | Нет              | Нет              | Нет                          | Да                           | Нет                        |
| «GO MY WAY!!»                                                   | Нет                     | Да                        | Да + ремикс[A][U]            | Да                | Да                | Да                | Да                          | Да               | Да               | Да                           | Нет                          | Нет                        |
| «HELLO!!»                                                       | Нет                     | Нет                       | Нет                          | Нет               | Нет               | Нет               | Да                          | Нет              | Нет              | Нет                          | Нет                          | Нет                        |
| «Here We Go!!»                                                  | Да                      | Да                        | Да + ремикс[A][U]            | Да                | Да                | Да                | Нет                         | Нет              | Нет              | Нет                          | Нет                          | Нет                        |
| «Honey Heartbeat»                                               | Нет                     | Нет                       | Нет                          | Нет               | Нет               | Нет               | Нет                         | Загружаемый      | Да               | Нет                          | Да                           | Нет                        |
| «I»                                                             | Нет                     | Нет                       | Загружаемый                  | Загружаемый       | Загружаемый       | Загружаемый       | Нет                         | Да               | Да               | Нет                          | Нет                          | Нет                        |
| «I Want»                                                        | Нет                     | Нет                       | Загружаемый                  | Да                | Загружаемый       | Загружаемый       | Нет                         | Загружаемый      | Загружаемый      | Да                           | Нет                          | Нет                        |
| «Ippai Ippai» (яп. いっぱいいっぱい)                            | Нет                     | Нет                       | Загружаемый                  | Загружаемый       | Да                | Загружаемый       | Нет                         | Нет              | Нет              | Да                           | Нет                          | Нет                        |
| «Jibun Restart» (яп. 自分REST@RT)                               | Нет                     | Нет                       | Нет                          | Нет               | Нет               | Нет               | Нет                         | Загружаемый      | Загружаемый      | Да                           | Да                           | Да                         |
| «Jitensha» (яп. 自転車)                                         | Нет                     | Нет                       | Нет                          | Нет               | Нет               | Нет               | Нет                         | Нет              | Нет              | Нет                          | Нет                          | Да                         |
| «Kami Summer!!» (яп. 神SUMMER!!)                                | Нет                     | Нет                       | Нет                          | Нет               | Нет               | Нет               | Нет                         | Загружаемый      | Загружаемый      | Да                           | Нет                          | Нет                        |
| «Kazahana» (яп. 風花)                                           | Нет                     | Нет                       | Нет                          | Нет               | Нет               | Нет               | Нет                         | Нет              | Нет              | Нет                          | Нет                          | Да                         |
| «Kimi wa Melody» (яп. キミはメロディ)                           | Нет                     | Нет                       | Нет                          | Загружаемый       | Загружаемый       | Загружаемый       | Нет                         | Нет              | Нет              | Нет                          | Нет                          | Да                         |
| «Kiramekirari» (яп. キラメキラリ)                               | Нет                     | Нет                       | Загружаемый                  | Да                | Загружаемый       | Загружаемый       | Да                          | Да               | Да               | Нет                          | Да                           | Нет                        |
| «Koi o Hajimeyō» (яп. 恋をはじめよう)                           | Нет                     | Нет                       | Нет                          | Нет               | Нет               | Нет               | Нет                         | Ограниченное[1]  | Ограниченное[1]  | Нет                          | Нет                          | Нет                        |
| «Kosmos, Cosmos»                                                | Нет                     | Нет                       | Загружаемый                  | Загружаемый       | Загружаемый       | Да                | Нет                         | Да               | Да               | Нет                          | Нет                          | Да                         |
| «Kyun! Vampire Girl» (яп. きゅんっ! ヴァンパイアガール)         | Нет                     | Нет                       | Нет                          | Нет               | Нет               | Нет               | Нет                         | Загружаемый      | Загружаемый      | Нет                          | Да                           | Нет                        |
| «Little Match Girl»                                             | Нет                     | Нет                       | Нет                          | Нет               | Нет               | Нет               | Нет                         | Загружаемый      | Да               | Нет                          | Нет                          | Да                         |
| «L-O-B-M»                                                       | Нет                     | Нет                       | Нет                          | Загружаемый       | Загружаемый       | Загружаемый       | Нет                         | Загружаемый      | Загружаемый      | Нет                          | Да                           | Нет                        |
| «Lo♥ve♥ly» (яп. ラ♥ブ♥リ♥)                                      | Нет                     | Нет                       | Нет                          | Нет               | Нет               | Нет               | Нет                         | Нет              | Нет              | Да                           | Нет                          | Нет                        |
| «Mahō o Kakete!» (яп. 魔法をかけて!)                            | Да                      | Да                        | Да + ремикс[A][U]            | Да                | Да                | Да                | Нет                         | Нет              | Загружаемый      | Да                           | Нет                          | Нет                        |
| «Marionette no Kokoro» (яп. マリオネットの心)                   | Нет                     | Нет                       | Нет                          | Нет               | Нет               | Нет               | Нет                         | Загружаемый      | Загружаемый      | Нет                          | Нет                          | Да                         |
| «Massugu» (яп. まっすぐ)                                        | Нет                     | Да                        | Да + ремикс[A][U]            | Да                | Да                | Да                | Нет                         | Нет              | Нет              | Нет                          | Нет                          | Да                         |
| «Me ga Au Toki» (яп. 目が逢う瞬間)                              | Нет                     | Нет                       | Загружаемый                  | Загружаемый       | Да                | Загружаемый       | Нет                         | Да               | Да               | Да                           | Нет                          | Нет                        |
| «MEGARE!»                                                       | Нет                     | Нет                       | Нет                          | Нет               | Нет               | Нет               | Нет                         | Да               | Да               | Нет                          | Нет                          | Нет                        |
| «Meisō Mind» (яп. 迷走Mind)                                     | Нет                     | Нет                       | Загружаемый                  | Да                | Загружаемый       | Загружаемый       | Нет                         | Да               | Да               | Нет                          | Нет                          | Да                         |
| «Music♪»                                                        | Нет                     | Нет                       | Нет                          | Нет               | Нет               | Нет               | Нет                         | Нет              | Нет              | Да                           | Да                           | Да                         |
| «My Best Friend»                                                | Нет                     | Да                        | Да + ремикс[A][U]            | Да                | Да                | Да                | Нет                         | Да               | Да               | Нет                          | Нет                          | Нет                        |
| «My Song»                                                       | Нет                     | Нет                       | Загружаемый                  | Загружаемый       | Загружаемый       | Загружаемый       | Нет                         | Да               | Да               | Нет                          | Нет                          | Нет                        |
| «Nanairo Button» (яп. 七彩ボタン)                               | Нет                     | Нет                       | Нет                          | Нет               | Нет               | Нет               | Нет                         | Нет              | Да[U]            | Нет                          | Да                           | Нет                        |
| «Next Life»                                                     | Нет                     | Нет                       | Нет                          | Нет               | Нет               | Нет               | Нет                         | Нет              | Нет              | Нет                          | Да                           | Нет                        |
| «Ohayō!! Asagohan» (яп. おはよう!! 朝ご飯)                      | Да                      | Да                        | Да + ремикс[A][U]            | Да                | Да                | Да                | Нет                         | Нет              | Нет              | Нет                          | Да                           | Нет                        |
| «Omoide o Arigatō» (яп. 思い出をありがとう)                     | Нет                     | Да                        | Да + ремикс[A][U]            | Да                | Да                | Да                | Нет                         | Нет              | Загружаемый      | Нет                          | Нет                          | Нет                        |
| «Otome yo Taishi o Idake!!» (яп. 乙女よ大志を抱け!!)            | Нет                     | Нет                       | Нет                          | Нет               | Нет               | Нет               | Нет                         | Нет              | Нет              | Да                           | Нет                          | Нет                        |
| «Overmaster» (яп. オーバーマスター)                             | Нет                     | Нет                       | Нет                          | Загружаемый       | Загружаемый       | Загружаемый       | Нет                         | Загружаемый      | Загружаемый      | Нет                          | Нет                          | Да                         |
| «Positive!» (яп. ポジティブ!)                                   | Да                      | Да                        | Да + ремикс[A][U]            | Да                | Да                | Да                | Нет                         | Нет              | Загружаемый      | Нет                          | Да                           | Нет                        |
| «Precog» (яп. プリコグ)                                         | Нет                     | Нет                       | Нет                          | Нет               | Нет               | Нет               | Да                          | Нет              | Загружаемый[3]   | Нет                          | Нет                          | Нет                        |
| «READY!!»                                                       | Нет                     | Нет                       | Нет                          | Нет               | Нет               | Нет               | Нет                         | Нет              | Да               | Да                           | Да                           | Да                         |
| «relations»                                                     | Нет                     | Да                        | Да + ремикс[A][U]            | Да                | Да                | Да                | Да                          | Да               | Да               | Нет                          | Нет                          | Да                         |
| «Shalala» (яп. シャララ)                                        | Нет                     | Нет                       | Нет                          | Нет               | Нет               | Нет               | Нет                         | Нет              | Нет              | Да                           | Нет                          | Нет                        |
| «Shiny Smile»                                                   | Нет                     | Нет                       | Загружаемый                  | Загружаемый       | Загружаемый       | Загружаемый       | Да                          | Да               | Да               | Да                           | Нет                          | Нет                        |
| «Smoky Thrill»                                                  | Нет                     | Нет                       | Нет                          | Нет               | Нет               | Нет               | Нет                         | Да[U]            | Да[U]            | Нет                          | Да                           | Нет                        |
| «Start Star» (яп. スタ→トスタ→)                                 | Нет                     | Нет                       | Загружаемый                  | Загружаемый       | Загружаемый       | Да                | Нет                         | Нет              | Нет              | Нет                          | Да                           | Нет                        |
| «Taiyō no Jealousy» (яп. 太陽のジェラシー)                      | Да                      | Да                        | Да + ремикс[A][U]            | Да                | Да                | Да                | Нет                         | Нет              | Нет              | Нет                          | Нет                          | Нет                        |
| «THE IDOLM@STER»                                                | Да                      | Да                        | Да + ремикс[A][U]            | Да                | Да                | Да                | Да                          | Да[7]            | Да[7]            | Да                           | Да                           | Да                         |
| «The World is All One!!»                                        | Нет                     | Нет                       | Нет                          | Нет               | Нет               | Нет               | Нет                         | Да               | Да               | Загружаемый                  | Загружаемый                  | Загружаемый                |
| «Tonari ni...» (яп. 隣に…)                                      | Нет                     | Нет                       | Загружаемый                  | Загружаемый       | Да                | Загружаемый       | Нет                         | Нет              | Нет              | Да                           | Нет                          | Нет                        |
| «Vault That Borderline!»                                        | Нет                     | Нет                       | Нет                          | Нет               | Нет               | Нет               | Нет                         | Нет              | Нет              | Да                           | Нет                          | Нет                        |
| «Visionary» (яп. ビジョナリー)                                  | Нет                     | Нет                       | Нет                          | Нет               | Нет               | Нет               | Нет                         | Нет              | Нет              | Нет                          | Да                           | Нет                        |
| «Watashi wa Idol» (яп. 私はアイドル♡)                           | Нет                     | Да                        | Да + ремикс[A][U]            | Да                | Да                | Да                | Нет                         | Нет              | Загружаемый      | Да                           | Нет                          | Нет                        |
| «Watashitachi wa Zutto...Deshō?» (яп. 私たちはずっと…でしょう?) | Нет                     | Нет                       | Нет                          | Нет               | Нет               | Нет               | Нет                         | Загружаемый      | Загружаемый      | Да                           | Да                           | Да                         |
| «Yakusoku» (яп. 約束)                                           | Нет                     | Нет                       | Нет                          | Нет               | Нет               | Нет               | Нет                         | Нет              | Нет              | Да                           | Нет                          | Нет                        |

### Загружаемый контент
Начиная с игры The Idolmaster Live For You! через Xbox Live Marketplace и PlayStation Store появилась возможность загружать пакеты песен, присутствующих в той или иной игре. По состоянию на июнь 2013 года, так было выпущено 52 песен, в том числе и различные ремиксы.
| Song title                                                      | The Idolmaster Live For You! | The Idolmaster SP | The Idolmaster 2 | The Idolmaster 2 | Download pack and release date |
| Song title                                                      | The Idolmaster Live For You! | The Idolmaster SP | Xbox 360         | PlayStation 3    | Download pack and release date |
| --------------------------------------------------------------- | ---------------------------- | ----------------- | ---------------- | ---------------- | --- |
| «9:02pm»                                                        | Да[B]                        | Да[B]             | Нет              | Да               | Live For You! каталог 1 — 27 февраля 2008 SP каталог 15 — 28 апреля 2010 The Idolmaster 2 PS3 каталог 17 — 24 апреля 2013 |
| «Agent Yoru o Yuku» (яп. エージェント夜を往く)                  | Да[B]                        | Да[B]             | Нет              | Да               | Live For You! каталог 1 — 27 февраля 2008 SP каталог 16 — 26 мая 2010 The Idolmaster 2 PS3 каталог 14 — 29 ноября 2012 |
| «Ai Like Hamburger» (яп. 愛 LIKE ハンバーガー)                  | Нет                          | Нет               | Да               | Нет              | The Idolmaster 2 X360 каталог 3 — 27 апреля 2011 |
| «Alive»                                                         | Нет                          | Нет               | Нет              | ограниченно [2]  | The Idolmaster 2 PS3 каталог 3 — 22 декабря 2011 |
| «Aoi Tori» (яп. 蒼い鳥)                                         | Да[B]                        | Да[B]             | Нет              | Нет              | Live For You! каталог 1 — 27 февраля 2008 SP каталог 14 — 31 марта 2010 |
| «Brand New Day!»                                                | Нет                          | Нет               | Да               | Да               | The Idolmaster 2 X360 каталог 13 — 29 февраля 2012 The Idolmaster 2 PS3 каталог 5 — 29 февраля 2012 |
| «CHANGE!!!!»                                                    | Нет                          | Нет               | Да               | Да               | The Idolmaster 2 X360 каталог 12 — 31 января 2012 The Idolmaster 2 PS3 каталог 4 — 31 января 2012 |
| «Colorful Days»                                                 | Да + ремиксы[A][B]           | Нет               | Да               | Да               | Live For You! каталог 12 — 24 марта 2009 (оригинал) Live For You! каталог 17 — 25 августа 2009 (ремиксы) The Idolmaster 2 X360 каталог 6 — 28 июля 2011 The Idolmaster 2 PS3 каталог 10 — 1 августа 2012                                     |
| «Dazzling World»                                                | Нет                          | Нет               | Нет              | ограниченно [4]  | The Idolmaster 2 PS3 каталог 7 — 26 апреля 2012 |
| «Do-Dai»                                                        | Да + ремиксы[A][B]           | Да + ремикс[B]    | Нет              | Нет              | Live For You! каталог 3 — 29 апреля 2008 (оригинал) Live For You! каталог 8 — 22 сентября 2008 (Ремикс-A) Live For You! каталог 9 — 28 октября 2008 (Ремикс-Б) SP каталог 6 — 15 июля 2009 (оригинал) SP каталог 17 — 30 июня 2010 (ремикс)  |
| «First Stage»                                                   | Да[B]                        | Да[B]             | Нет              | Нет              | Live For You! каталог 1 — 27 февраля 2008 SP каталог 14 — 31 марта 2010 |
| «Furufuru Future» (яп. ふるふるフューチャー☆)                   | Да                           | Да                | Нет              | Да               | Live For You! каталог 7 — 26 августа 2008 SP каталог 5 — 10 июня 2009 The Idolmaster 2 PS3 каталог 12 — 26 сентября 2012 |
| «Futari no Kioku» (яп. フタリの記憶)                            | Да                           | Да                | Нет              | Нет              | Live For You! каталог 13 — 28 апреля 2009 SP каталог 1 — 19 февраля 2009 SP каталог 4 — 13 мая 2009 |
| «Go My Way!!»                                                   | Да[B]                        | Да[B]             | Нет              | Нет              | Live For You! каталог 2 — 25 марта 2008 SP каталог 18 — 28 июля 2010 |
| «Here We Go!!»                                                  | Да[B]                        | Да[B]             | Нет              | Нет              | Live For You! каталог 1 — 27 февраля 2008 SP каталог 15 — 28 апреля 2010 |
| «Honey Heartbeat»                                               | Нет                          | Нет               | Да               | Нет              | The Idolmaster 2 X360 каталог 2 — 31 марта 2011 |
| «I»                                                             | Да + ремиксы[A][B]           | Да + ремикс[B]    | Нет              | Нет              | Live For You! каталог 5 — 24 июня 2008 (оригинал) Live For You! каталог 11 — 22 декабря 2008 (ремиксы) SP каталог 13 — 24 февраля 2010 (оригинал) SP каталог 17 — 30 июня 2010 (ремикс)                                                      |
| «I Want»                                                        | Да                           | Да                | Да               | Да               | Live For You! каталог 17 — 25 августа 2009 SP каталог 3 — 15 апреля 2009 SP каталог 4 — 13 мая 2009 The Idolmaster 2 X360 каталог 7 — 31 августа 2011 The Idolmaster 2 PS3 каталог 11 — 29 августа 2012                                      |
| «Ippai Ippai» (яп. いっぱいいっぱい)                            | Да                           | Да                | Нет              | Нет              | Live For You! каталог 13 — 28 апреля 2009 SP каталог 3 — 15 апреля 2009 SP каталог 4 — 13 мая 2009 |
| «Jibun Restart» (яп. 自分REST@RT)                               | Нет                          | Нет               | Да               | Да               | The Idolmaster 2 X360 каталог 10 — 29 ноября 2011 The Idolmaster 2 PS3 каталог 2 — 30 ноября 2011 |
| «Kami Summer!!» (яп. 神SUMMER!!)                                | Нет                          | Нет               | Да               | Да               | The Idolmaster 2 X360 каталог 9 — 26 октября 2011 The Idolmaster 2 PS3 каталог 1 — 27 октября 2011 |
| «Kimi wa Melody» (яп. キミはメロディ)                           | Нет                          | Да                | Нет              | Нет              | SP каталог 7 — 26 августа 2009 |
| «Kiramekirari» (яп. キラメキラリ)                               | Да                           | Да                | Нет              | Нет              | Live For You! каталог 16 — 28 июля 2009 SP каталог 1 — 19 февраля 2009 SP каталог 4 — 13 мая 2009 |
| «Kosmos, Cosmos»                                                | Да                           | Да                | Нет              | Нет              | Live For You! каталог 14 — 26 мая 2009 SP каталог 3 — 15 апреля 2009 SP каталог 4 — 13 мая 2009 |
| «Kyun! Vampire Girl» (яп. きゅんっ! ヴァンパイアガール)         | Нет                          | Нет               | Да               | Да               | The Idolmaster 2 X360 каталог 4 — 31 мая 2011 The Idolmaster 2 PS3 каталог 7 — 26 апреля 2012 |
| «Little Match Girl»                                             | Нет                          | Нет               | Да               | Нет              | The Idolmaster 2 X360 каталог 1 — 23 февраля 2011 |
| «L-O-B-M»                                                       | Нет                          | Да                | Да               | Да               | SP каталог 18 — 28 июля 2010 The Idolmaster 2 X360 каталог 5 — 30 июня 2011 The Idolmaster 2 PS3 каталог 9 — 28 июня 2012 |
| «Mahō o Kakete!» (яп. 魔法をかけて!)                            | Да[B]                        | Да[B]             | Нет              | Да               | Live For You! каталог 1 — 27 февраля 2008 SP каталог 16 — 26 мая 2010 The Idolmaster 2 PS3 каталог 13 — 31 октября 2012 |
| «Marionette no Kokoro» (яп. マリオネットの心)                   | Нет                          | Нет               | Да               | Да               | The Idolmaster 2 X360 каталог 11 — 22 декабря 2011 The Idolmaster 2 PS3 каталог 3 — 22 декабря 2011 |
| «Massugu» (яп. まっすぐ)                                        | Да[B]                        | Да[B]             | Нет              | Нет              | Live For You! каталог 2 — 25 марта 2008 SP каталог 18 — 28 июля 2010 |
| «Me ga Au Toki» (яп. 目が逢う瞬間)                              | Да                           | Да                | Нет              | Нет              | Live For You! каталог 16 — 28 июля 2009 SP каталог 1 — 19 февраля 2009 SP каталог 4 — 13 мая 2009 |
| «Meisō Mind» (яп. 迷走Mind)                                     | Да                           | Да                | Нет              | Нет              | Live For You! каталог 15 — 23 июня 2009 SP каталог 2 — 11 марта 2009 SP каталог 4 — 13 мая 2009 |
| «My Best Friend»                                                | Да[B]                        | Да[B]             | Нет              | Нет              | Live For You! каталог 2 — 25 марта 2008 SP каталог 18 — 28 июля 2010 |
| «My Song»                                                       | Да + ремиксы[A][B]           | Да + ремикс[B]    | Нет              | Нет              | Live For You! каталог 4 — 27 мая 2008 (оригинал) Live For You! каталог 8 — 22 сентября 2008 (Ремикс-A) Live For You! каталог 9 — 28 октября 2008 (Ремикс-Б) SP каталог 8 — 30 сентября 2009 (оригинал) SP каталог 17 — 30 июня 2010 (ремикс) |
| «Ohayō!! Asagohan» (яп. おはよう!! 朝ご飯)                      | Да[B]                        | Да[B]             | Нет              | Нет              | Live For You! каталог 1 — 27 февраля 2008 SP каталог 15 — 28 апреля 2010 |
| «Omoide o Arigatō» (яп. 思い出をありがとう)                     | Да[B]                        | Да[B]             | Нет              | Да               | Live For You! каталог 2 — 25 марта 2008 SP каталог 18 — 28 июля 2010 The Idolmaster 2 PS3 каталог 16 — 20 февраля 2013 |
| «Overmaster» (яп. オーバーマスター)                             | Нет                          | Да                | Да               | Да               | SP каталог 12 — 27 января 2010 The Idolmaster 2 X360 каталог 8 — 29 сентября 2011 The Idolmaster 2 PS3 каталог 8 — 31 мая 2012 |
| «Positive!» (яп. ポジティブ!)                                   | Да[B]                        | Да[B]             | Нет              | Да               | Live For You! каталог 1 — 27 февраля 2008 SP каталог 16 — 26 мая 2010 The Idolmaster 2 PS3 каталог 18 — 26 июня 2013 |
| «Precog» (яп. プリコグ)                                         | Нет                          | Нет               | Нет              | ограниченно [3]  | The Idolmaster 2 PS3 каталог 5 — 29 февраля 2012 |
| «relations»                                                     | Да[B]                        | Да[B]             | Нет              | Нет              | Live For You! каталог 1 — 27 февраля 2008 SP каталог 15 — 28 апреля 2010 |
| «Shiny Smile»                                                   | Да + ремиксы[A][B]           | Да + ремикс[B]    | Нет              | Нет              | Live For You! каталог 11 — 22 декабря 2008 SP каталог 9 — 28 октября 2009 (оригинал) SP каталог 17 — 30 июня 2010 (ремикс) |
| «Start Star» (яп. スタ→トスタ→)                                 | Да                           | Да                | Нет              | Нет              | Live For You! каталог 15 — 23 июня 2009 SP каталог 2 — 11 марта 2009 SP каталог 4 — 13 мая 2009 |
| «Taiyō no Jealousy» (яп. 太陽のジェラシー)                      | Да[B]                        | Да[B]             | Нет              | Нет              | Live For You! каталог 1 — 27 февраля 2008 SP каталог 14 — 31 марта 2010 |
| «THE IDOLM@STER»                                                | Да[B]                        | Да[B]             | Нет              | Нет              | Live For You! каталог 2 — 25 марта 2008 SP каталог 14 — 31 марта 2010 |
| «Tonari ni...» (яп. 隣に…)                                      | Да                           | Да                | Нет              | Нет              | Live For You! каталог 14 — 26 мая 2009 SP каталог 2 — 11 марта 2009 SP каталог 4 — 13 мая 2009 |
| «Watashi wa Idol» (яп. 私はアイドル♡)                           | Да[B]                        | Да[B]             | Нет              | Да               | Live For You! каталог 2 — 25 марта 2008 SP каталог 16 — 26 мая 2010 The Idolmaster 2 PS3 каталог 15 — 20 декабря 2012 |
| «Watashitachi wa Zutto...Deshō?» (яп. 私たちはずっと…でしょう?) | Нет                          | Нет               | Да               | Да               | The Idolmaster 2 X360 каталог 14 — 29 марта 2012 The Idolmaster 2 PS3 каталог 6 — 29 марта 2012 |

## Адаптации

### Аниме
Первая аниме-экранизация Idolmaster: Xenoglossia была выпущена студией Sunrise, режиссёром выступил Тацуюки Нагаи. Сериал транслировался по телеканалу Kansai TV с апреля по октябрь 2007 года. Однако сюжет был значительно изменён, действие происходит в будущем, а главные героини из оригинальной франшизы управляют роботами «идолами». 28 февраля 2008 года вместе с ограниченным изданием игры Live For You!! была выпущена ограниченная OVA-серия The Idolmaster Live For You. Второй и независимый аниме-сериал был выпущен студией A-1 Pictures, 25 серий транслировались с июля по декабрь 2011 года по телеканалу TBS. OVA была выпущена 16 июня 2012 года. Фильм-адаптация The Idolmaster Movie: Kagayaki no Mukogawa e! (яп. THE IDOLM@STER MOVIE 輝きの向こう側へ!') была выпущена в 2014 году.
ONA-сериал, созданный по мотивам манги Puchimas! Petit Idolmaster (яп. ぷちます! -PETIT IDOLM@STER-), который в свою очередь создан по мотивам игры, был выпущен студией Gathering. 64 короткие серии выпускались с января по март 2012 года. Здесь члены 765 про показаны в форме тиби, серии продавались в комплекте с журналом Dengeki Maoh в октябре 2012 года.

### Другие адаптации
На протяжении многих лет к играм и адаптациям публиковались различные руководства. Две ранобэ, созданные по мотивам игры The Idolmaster, автором которых является Юсукэ Сайто, а иллюстратором Отоко, были опубликованы издательством Enterbrain в 2006 году. Другие ранобэ, созданные по мотивам аниме Idolmaster: Xenoglossia были опубликованы издательством Fujimi Shobo в 2007 году и Hobby Japan в 2008 году. В общем по мотивам игры было выпущено более 20 манга-произведений и прочие антологии, созданные по мотивам оригинальной игры, её адаптаций и экранизаций. Самая первая манга была опубликована в 2005 году издательством Ichijinsha, прочие манги публиковались издательствами ASCII Media Works, Enterbrain, Fox Shuppan, Kadokawa Shoten, Kodansha и Square Enix.
Компанией Frontier Works были опубликованы 12 CD-драм, которые выпускались с 2005 по 2009 год, 6 из них созданы по мотивам оригинальной аркадной игры, 3 основаны на игре для Xbox 360, и ещё 3 — на игре Idolmaster SP. Компания Lantis параллельно выпустила 3 CD-драмы, основанные на Idolmaster: Xenoglossia, в 2007 году. Также в 2011 году компанией Frontier Works были выпущены 2 CD-драмы, основанные на Puchimas! Petit Idolmaster.

## Популярность и критика
| Game                         | Famitsu (out of 40) |
| ---------------------------- | ------------------- |
| The Idolmaster               | (X360) 26           |
| The Idolmaster Live For You! | (X360) 28           |
| The Idolmaster SP            | (PSP) 31            |
| The Idolmaster Dearly Stars  | (NDS) 30            |
| The Idolmaster 2             | (X360) 31           |
| The Idolmaster Shiny Festa   | (PSP) 32            |

Каждая часть игры The Idolmaster завоевала разный уровень успеха. Игра для Xbox 360 была удостоена специального приза в 2007 году на конкурсе Japan Game Awards за уникальный подход в симуляции в то время. Однако игра заняла лишь 15 место самой продаваемой игровой в Японии на момент выпуска. Больший успех завоевала игра The Idolmaster Live For You!, продав 44,000 копий в первую неделю и заняла 5 место в списке самых продаваемых игр в Японии. Ещё большим успехом воспользовалась игра The Idolmaster SP, чьи 3 версии были проданы в 129,088 копиях на первой неделе. Игра The Idolmaster Dearly Stars продала 30,786 копий на первой неделе. Игра Idolmaster 2 для Xbox 360 была признана одной из самых ожидаемых игр в 2010 году по версии Tokyo Game Show. Несмотря на это, при выпуске версии для Xbox 360 в первую неделю было продано лишь 34 621 копий, таким образом игра заняла лишь 10 место в списке топ-игр, но версию для PlayStation 3 продали в 65 512 копий. Как и The Idolmaster SP большой успех завоевала The Idolmaster Shiny Festa, чьи 3 версии были проданы в 119 132 копий на первой неделе. По данным на 2013 год компания и её сотрудники, выпускающие игры, а также студии и издательства, выпускающие прочие экранизации и медиа, основанные на Idolmaster заработали более 10 миллиардов иен.
Повышенная система моделирования была описана, как простая и лёгкая для понимания, а к различным мини-играм быстро и легко привыкаешь. Тем не менее, система прослушивания в более поздних играх, таких как Idolmaster 2 была признана стратегически слабее, но в то же время и легче. С выпуском новой версии игры, повышалась визуальная реалистичность в мимике айдору, их движениях и манере говорить, о чём положительно отзывались критики. Во время первого портативного релиза, игру широко похвалили за то, что она оправдывает ожидания фанатов, «которые с любовью поднимают своих айдору», была подчёркнута симпатичность и индивидуальность каждой айдору, которая переживает взлёты и падения в своей истории.
Введение соперников в Idolmaster SP было встречено критиками в основном позитивно. Общие отзывы критиков были неоднозначными, представители журнала Famitsu утверждали о неестественности айдору и утомительности игры. Было отмечено, что в игре The Idolmaster Dearly Stars было легче сопереживать айдору, когда история велась с точки зрения айдору, однако другие моменты не отличаются новыми особенностями. Ранние игры были подвержены критике из-за нереальности айдору и их деятельности.

## Появления в других медиа
В игре Ace Combat 6: Fires of Liberation для Xbox 360, разработанной и выпущенной Namco, есть отсылки с The Idolmaster в виде эксклюзивной покраски для самолётов моделей Su-33 Flanker, F-117A Night Hawk, F-16C Fighting Falcon, F-2A Viper Zero, Su-47 Berkut, F-15E Strike Eagle, F-14D Tomcat и F-22A Raptor, которую можно было скачать с 22 ноября 2007 года по 31 марта 2008 года. Изображение персонажа Мики Хосии появляется на самолётах Su-33 и Su-47, Юкихи Хагивары на F-117AБ Тихаи Кисараги на F-15E, Харуки Амами на F-22A, Йёй Такацуки на Mirage 2000-5, Адзусы Миуры на F-14D, и Иори Минасэ на Rafale M.
Яёй появляется эпизодически в игре от Namco — Tales of Hearts в поддержке атакующего, используя в бою приём «высшее прикосновение». Харука также появляется, как камея, принадлежащая Мелу в игре Tales of Phantasia: Narikiri Dungeon X. В игре Tales of the World: Radiant Mythology для женских персонажей можно выбирать костюмы Idolmaster. В качестве загружаемого контента, костюмы можно также приобрести для игр Tales of Graces, Tales of Xillia, Tales of Zesteria и Tales of Berseria Костюмы в игре Tales of Graces может носить Софи, Паскаль и Черия, в игре Tales of Xillia — Милла, Алиса и Лейя в игре — Tales of Zesteria Роза, Лайла, Эдна и Алиша в игре — Tales of Berseria Велвет, Маджилу и Элеанор.